# 장승포도서관
장승포도서관은 경상남도 거제시 소재의 시립 도서관이다.

## 연혁
- 1993년 6월: 장승포도서관 착공(장승포시)
- 1993년 12월 31일: 장승포도서관 준공
- 1994년 6월 11일: 장승포도서관 개관(명칭 : 장승포시립도서관)
- 1995년 1월 1일: 장승포도서관 거제시립도서관으로 개칭(거제시)
- 2001년 7월: 장승포도서관 거제시시설관리공단에서 위탁관리
- 2009년 5월: 장승포도서관 내부리모델링공사 완료
- 2009년 12월: 장승포도서관 거제시립장승포도서관으로 개칭(거제시)
- 2012년 1월: 3개 도서관 거제시로 관리전환 직영관리

## 시설현황
- 2층: 일반열람실, 학생열람실, 디지털자료실
- 1층: 종합자료실

## 이용 안내
이용 시간
- 종합자료실: 09:00 ~ 18:00
- 디지털자료실: 09:00 ~ 18:00
- 학습실: 08:00 ~ 23:00

휴관일
- 매주 월요일
- 일요일을 제외한「관공서 공휴일에 관한 규정」에 의한 공휴일 (다만, 일요일과 겹치는 공휴일은 휴관)
- 도서의 정리, 도서관 보수 또는 그 밖에 시장이 필요하다고 인정하는 경우